# شرکت اوبروی
اوبروی (انگلیسی: Oberoi) شرکت مهمان‌نوازی هندی است، که در سال ۱۹۳۴ تأسیس شد.